# Heterapoderopsis subfoveolatus
Heterapoderopsis subfoveolatus es una especie de coleóptero de la familia Attelabidae.

## Distribución geográfica
Habita en Sumatra (Indonesia).